# マール・メノール
マール・メノール（西: Mar Menor、スペイン語発音: [ˈmar meˈnor]、スペイン語で「小さな海」の意味）は、スペイン・ムルシア州南東部にあるラグーン（塩湖）。幅100mから1,200mで22kmにも渡るラ・マンガと呼ばれる砂嘴によって地中海と隔てられている。
カルタヘナ、ロス・アルカサレス、サン・ハビエル、サン・ペドロ・デル・ピナタールの4つの自治体にまたがっている。面積は約170km2であり、地中海に接する部分の幅は約70kmである。水深は7mに過ぎないが透明度が高く、競泳選手でありハリウッド女優のエスター・ウィリアムズは「世界でもっとも巨大なスイミングプール」と表現した。
塩分濃度が高くて浮力が強く、様々な種類のウォータースポーツの開催場所としてヨーロッパでもっとも人気のある場所のひとつである。まずはフェニキア人が、やがてムーア人の王がこの「小さな海」を夏期の居住地とした。一年を通じて理想的な天候であり、今日では休息のために静かな場所を探し求める人々を惹きつけている。

## 生態学的重要性
潟の北端には国際的に重要な湿地を含む塩類平原、塩性湿地、砂丘などが存在する。この区域はムルシア州政府によって管理される自然公園として保全されている。スペイン語で「サリーナス・イ・アレナレス・デ・サン・ペドロ・デル・ピナタール」という名称であり、近年には潟に微生物が存在することが確認されている。1994年にはラムサール条約に登録され、ウスユキガモなどの水鳥の生息地として国際的に重要な湿地として認められた。鳥類のための地中海地域重要特別保護区の一部でもある。

## ギャラリー

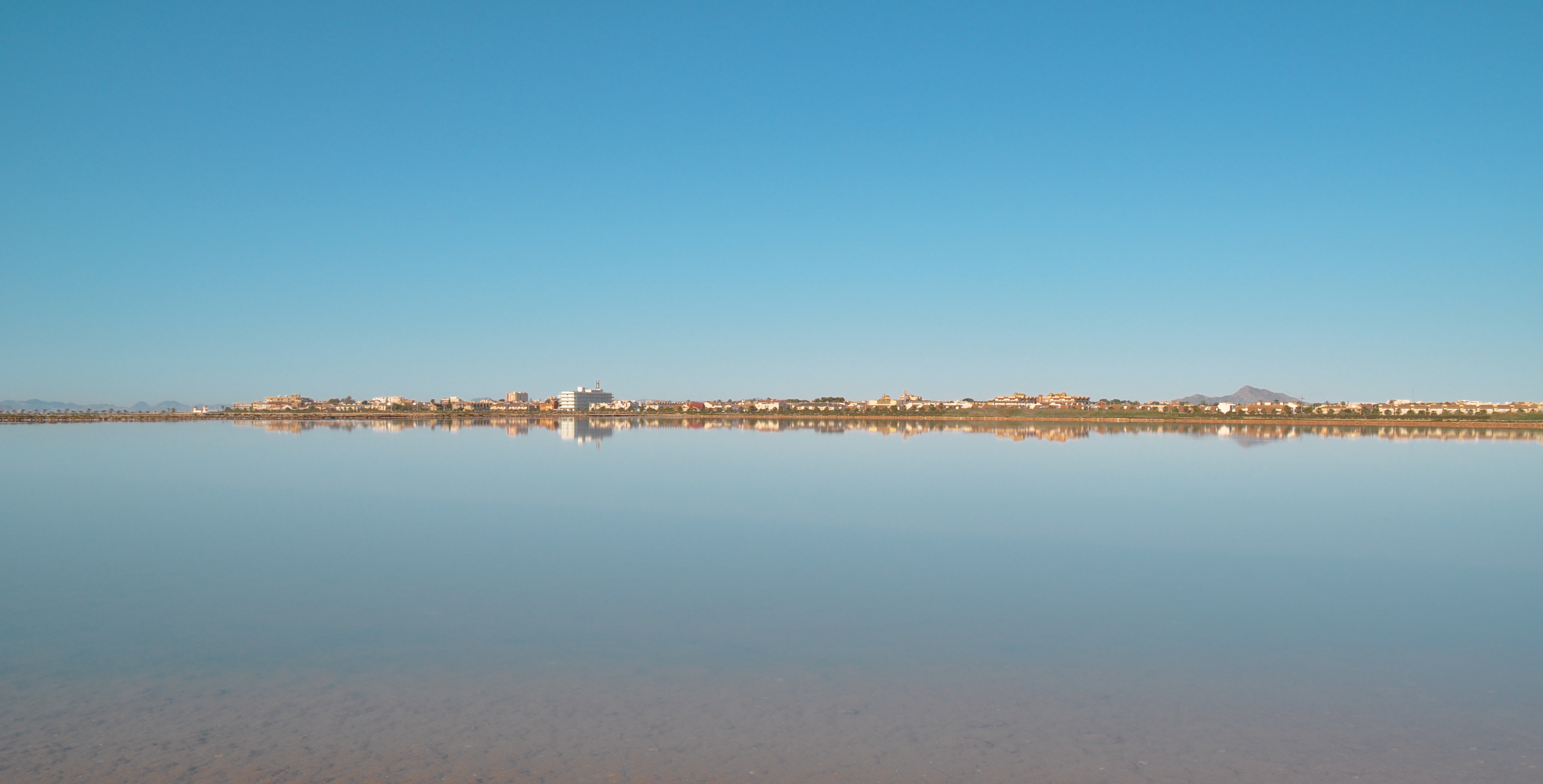
マール・メノールとラ・マンガ
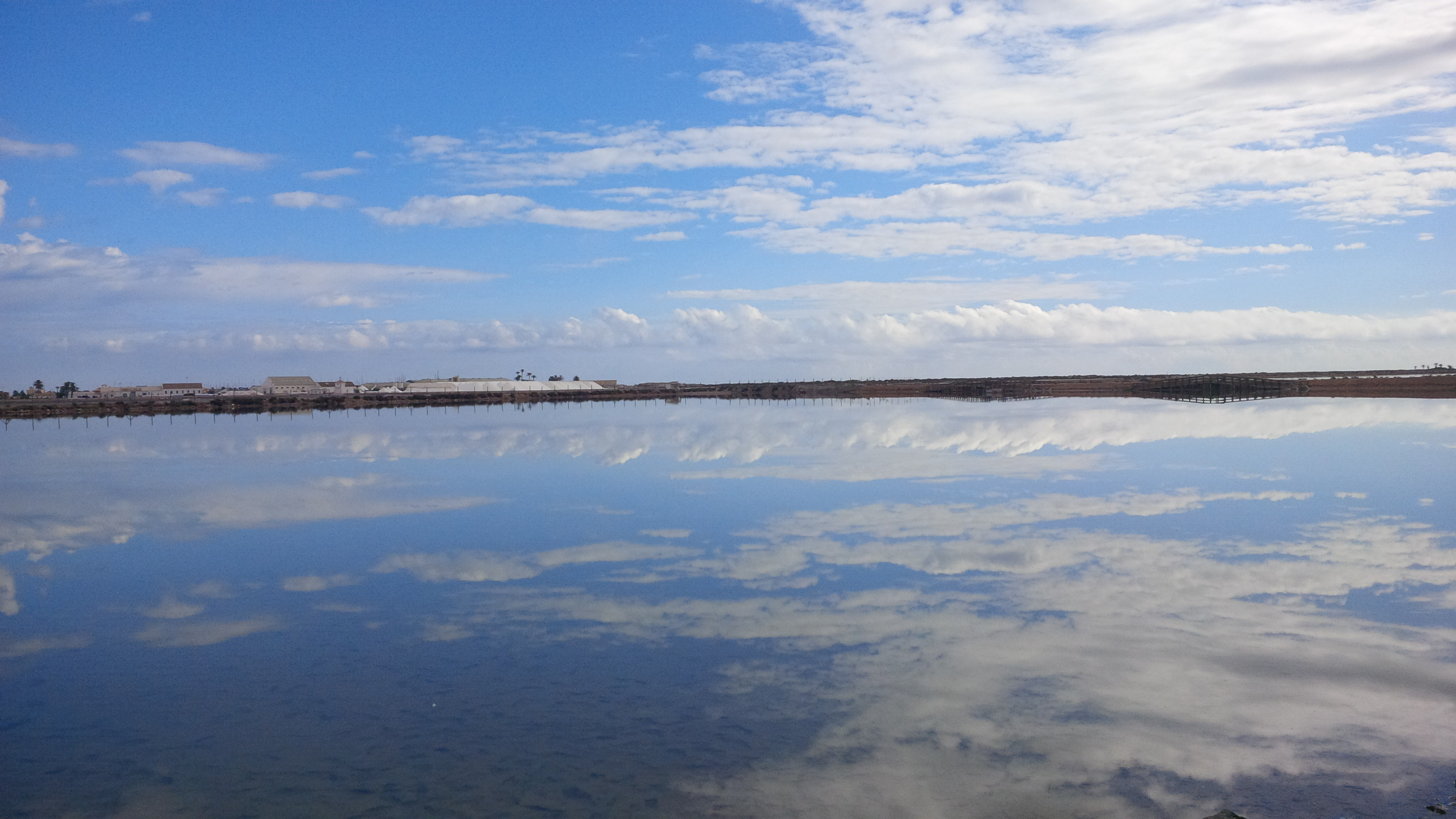
マール・メノールとラ・マンガ
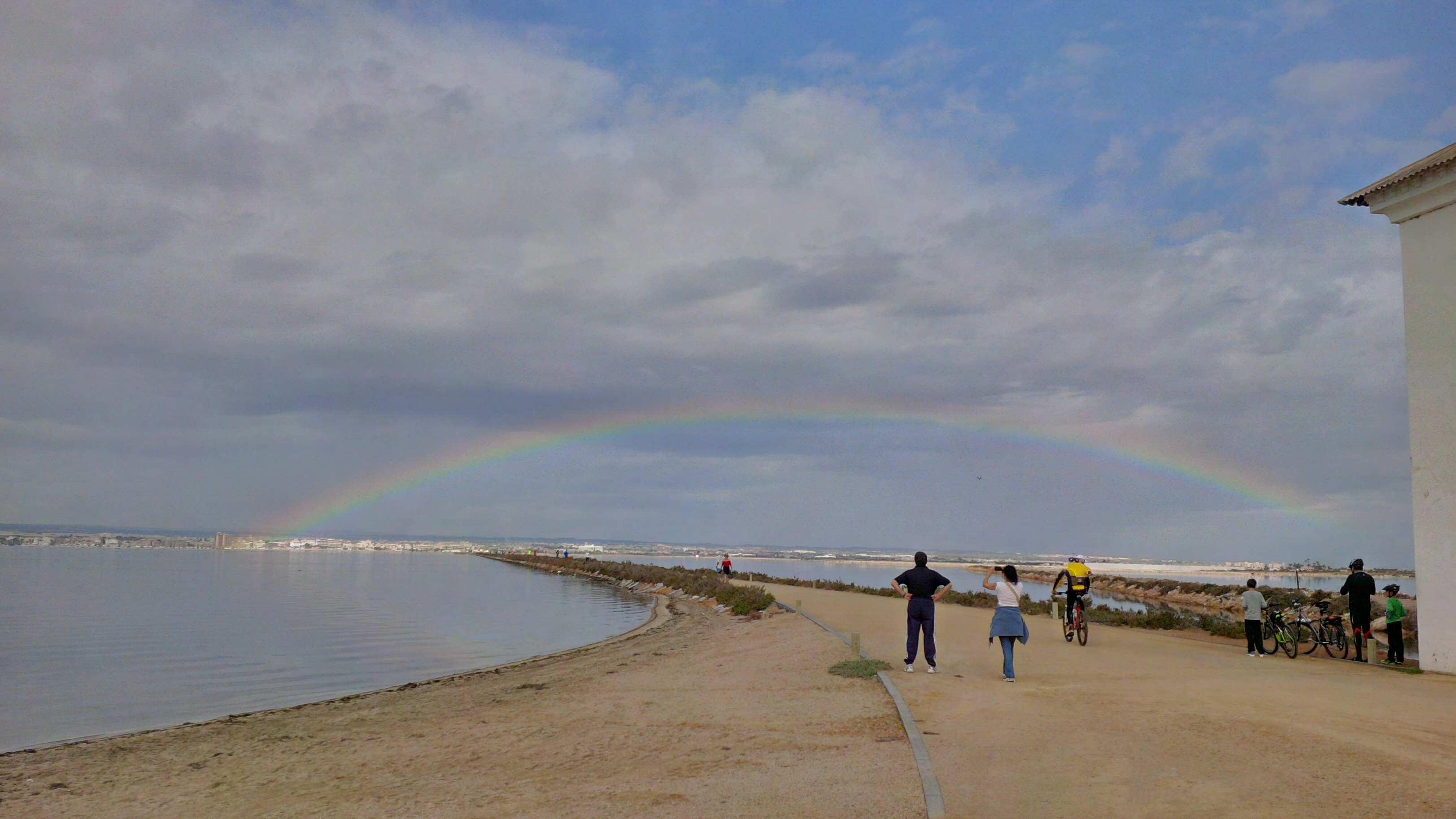
両側に水面が広がる道路
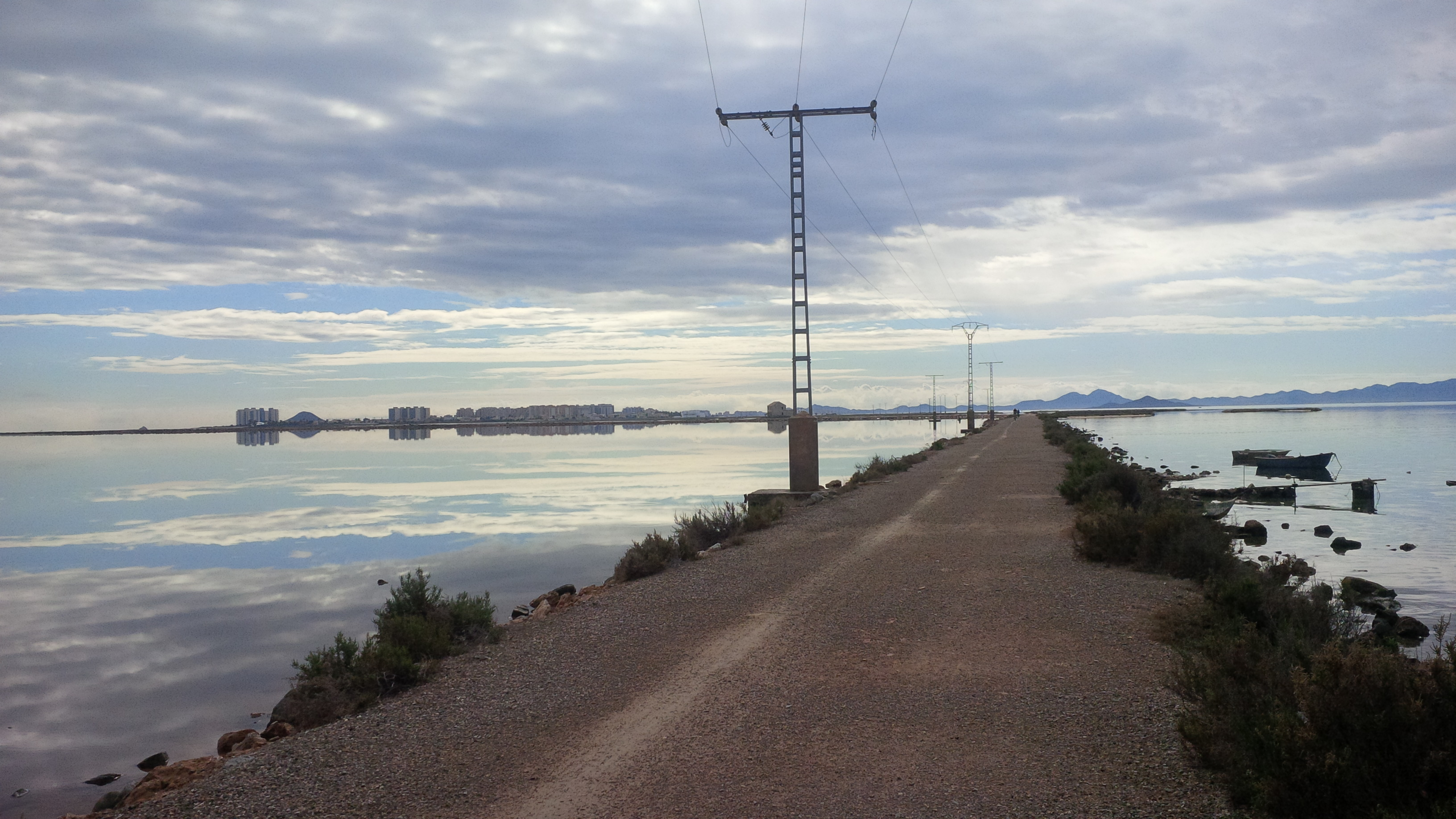
両側に水面が広がる道路